# 野良田の戦い
野良田の戦い（のらだのたたかい）とは、永禄3年（1560年）8月中旬に近江野良田（現在の滋賀県彦根市野良田町及び肥田町で行なわれた北近江の戦国大名・浅井長政軍と南近江の戦国大名・六角承禎軍の合戦。この合戦で浅井長政が勝利し、浅井家の北近江における覇権が確立した。
戦場の場所から野良田（野羅田）表の戦い、肥田の戦い、宇曾川の戦いとも称される。

## 合戦までの経緯

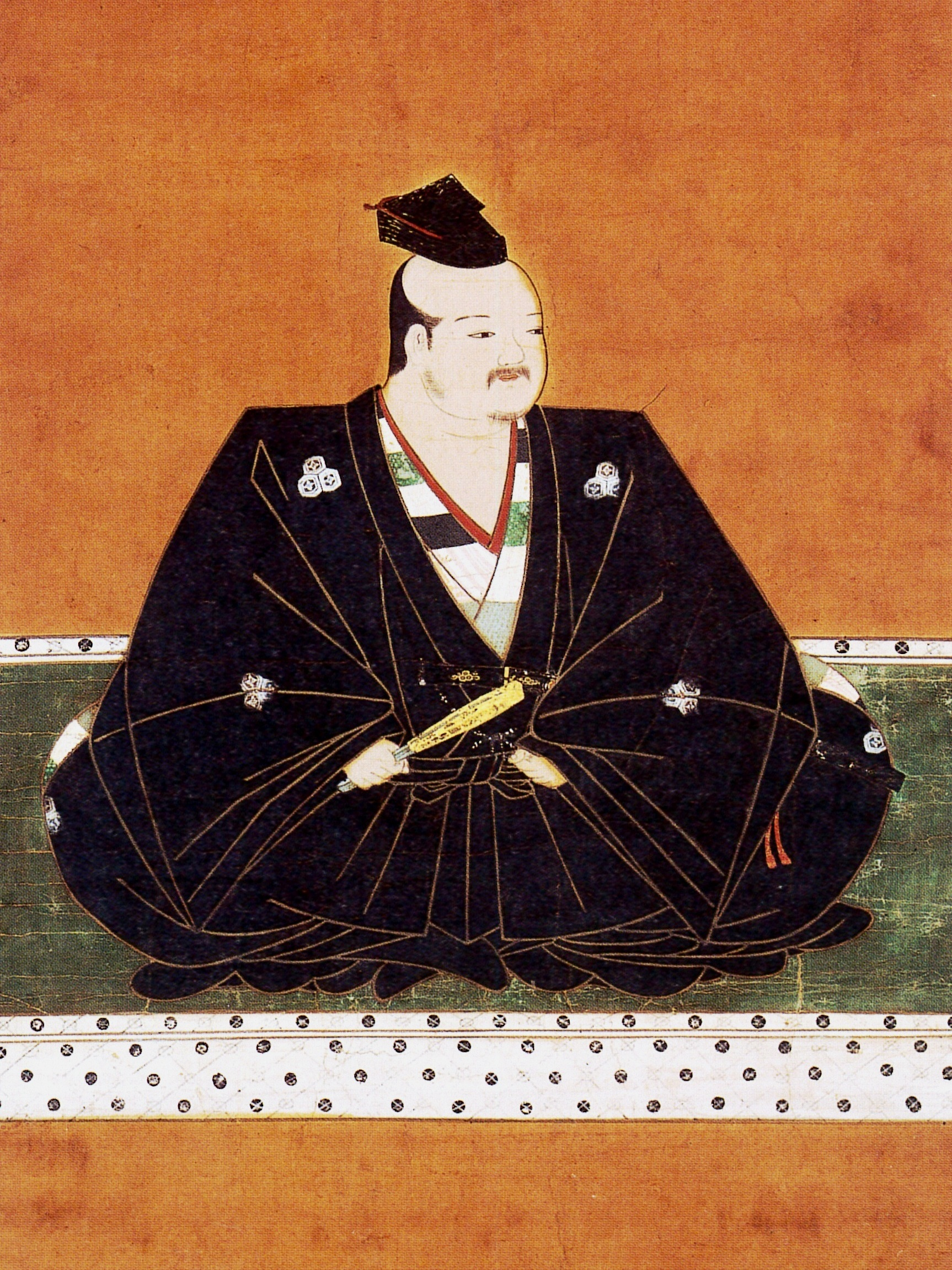
浅井長政

浅井家は元々、北近江半国守護であった京極家の家臣であったが、浅井亮政の時代に主家の衰退に乗じて下剋上を成し遂げた。亮政は隣国の越前の朝倉家の支援を得て浅井家の戦国大名化を推し進めた。しかし亮政の没後、跡を継いだ久政は器量に欠ける当主だったため、南近江の六角定頼の圧力に抗しかねて従属することになる。このため、久政の嫡子は定頼の嫡子・義賢の偏諱を受けて賢政と名乗り、さらに正室に六角家の重臣・平井定武の娘を迎えねばならなくなった。
永禄2年（1559年）、浅井家ではこの久政の屈辱外交に不満を抱く家臣が賢政を擁してクーデターを起こした。久政を強制的に隠居させて賢政に家督を譲らせ、賢政は「賢」の字を捨てて長政と名乗って六角家と手切れし、平井夫人を六角家に送り返した。このクーデターはかなり前から周到に用意されていたようで、長政はクーデターと同時に浅井・六角領の境界線に位置する六角家の国人領主に調略をしかけており、それによって永禄3年（1560年）に愛知郡肥田城主・高野備前守が浅井家に寝返った。

## 野良田合戦

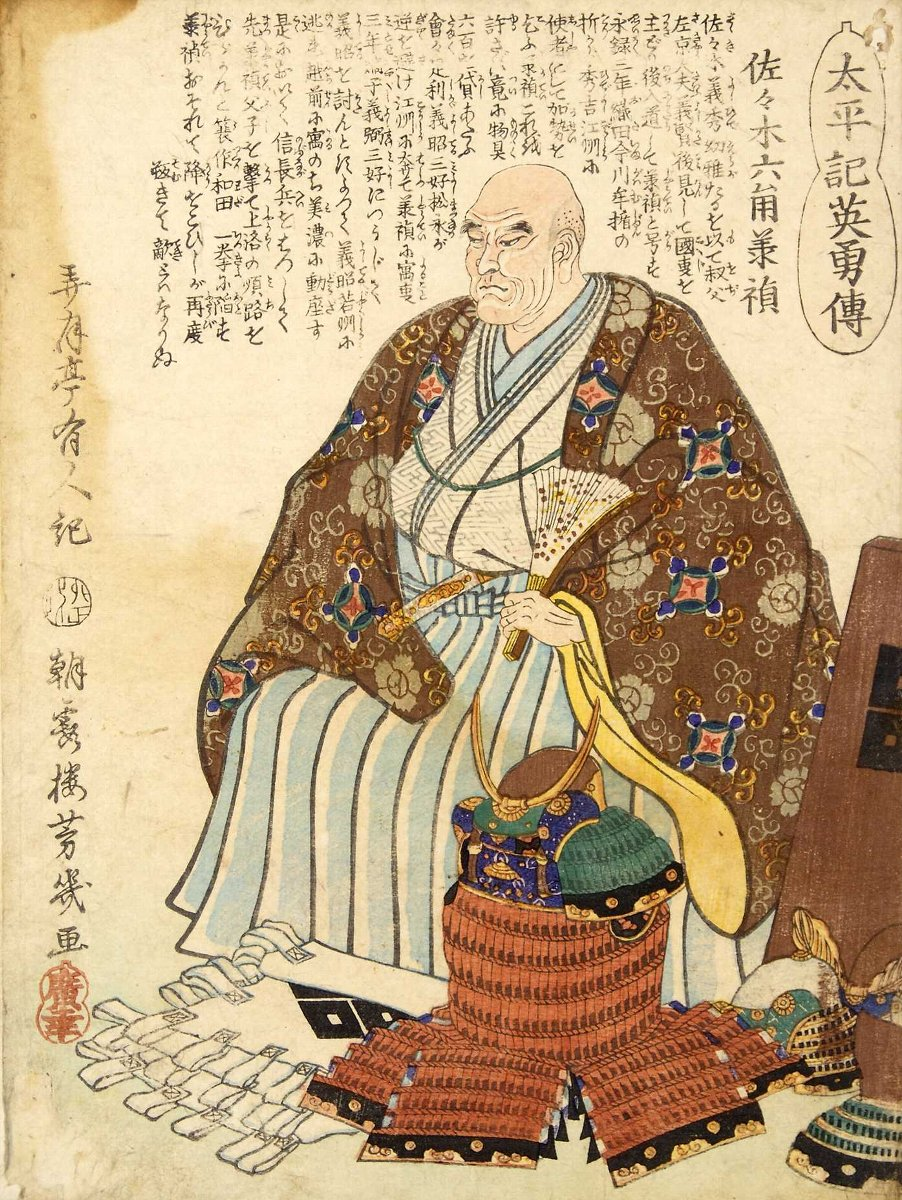
六角承禎

六角承禎は高野備前守の寝返りに激怒し、すぐに肥田城に攻め寄せて水攻めを行なう。しかしこの水攻めは失敗した。承禎が攻め寄せたことを知った長政は肥田城の救援に向かい、承禎はこれを迎撃した。戦場は野良田であり、両軍は宇曾川を挟んで対峙した。
この時の六角軍の総勢は2万5000人で、総大将は承禎、先鋒に蒲生定秀と永原重興、第2陣に楢崎壱岐守と田中治部大輔らが参陣していた。浅井軍は総勢1万1000人と六角軍の半分にも満たなかったため、緒戦では兵力で圧倒的な六角軍が浅井軍を押したが、緒戦の勝利に油断していたところを浅井軍の反撃や新手の斬り込みなどで崩され、合戦は浅井軍の勝利となった。
この時、六角軍は920人、浅井軍は400人の死者が出たとされている（『江濃記』）。

## 戦後
浅井家
この合戦に勝利した浅井長政は近江支配における浅井家の政治的立場を確立し、北近江の戦国大名として揺るぎない地歩を固めた。しかし隠居の久政にある程度の影響力・発言力は残されて完全な権力移譲が行なわれず、後にこれが織田信長との破局にまでつながることになる。また、近年の新説として、浅井長政が六角氏への臣従を破棄して、新たに朝倉氏への臣従を選択したとする説もあり、これも「主君」である朝倉義景に従って織田信長との破局を選択した要因となった可能性がある。
六角家
敗北した六角家では動揺が激しかった。この合戦から3年後には観音寺騒動が起きて承禎・義治父子は居城の観音寺城を追われた。重臣の蒲生定秀の尽力により復帰を果たすが六角家の衰退は明白で、合戦から8年後に織田信長の上洛を阻もうとして抗戦し、それにより信長に滅ぼされることになる（観音寺城の戦い）。
ただし、翌永禄4年3月には六角軍が浅井方の佐和山城を落として反攻に出ていること、観音寺騒動は野良田の戦い以前からの承禎・義治父子の対立に由来しているとする説もあり、この敗戦の六角氏への影響は大きくはなかったとみる向きもある。
なお、浅井長政と織田信長の妹であるお市の方の婚姻について、六角承禎が永禄の変後に後継将軍となるべく活動していた足利義昭の上洛を実現させる環境整備のために浅井家と織田家を仲介したとする説が出されている。この説が事実であれば、永禄の変後の情勢を受けて六角家と浅井家が一時的に和睦した可能性も浮上するが、その後、六角家は三好三人衆と結んで義昭と敵対する側に回り、義昭を奉じた織田信長・浅井長政に攻められるという事態を招いたと言える。